# Isłambek Kuat
Isłambek Jerżanuły Kuat (kaz. Исламбек Ержанұлы Қуат, ur. 12 stycznia 1993 w Astanie) – kazachski piłkarz grający na pozycji defensywnego pomocnika. Od 2012 jest zawodnikiem klubu Kajrat Ałmaty.

## Kariera klubowa
Swoją karierę piłkarską Kuat rozpoczął w klubie Okżetpes Kokczetaw. W 2011 roku awansował do pierwszego zespołu i w tamtym roku zadebiutował w nim w Byrynszy liga (II poziom rozgrywkowy). W 2012 roku przeszedł do FK Aktöbe. 10 marca 2012 zadebiutował w nim w Priemjer-Lidze w wygranym 2:0 wyjazdowym meczu z Kajsarem Kyzyłorda. W Aktöbe grał przez rok.
W 2013 roku Kuat przeszedł do FK Astana. Swój debiut w Astanie zanotował 9 marca 2013 w przegranym 1:5 wyjazdowym spotkaniu z Tobyłem Kustanaj. W sezonie 2013 wywalczył z Astaną wicemistrzostwo Kazachstanu.
W 2014 roku Kuat odszedł z Astany do Kajratu Ałmaty. W Kajracie zadebiutował 6 lipca 2014 w zwycięskim 7:1 domowym meczu z FK Aktöbe. W listopadzie 2014 zagrał w wygranym 4:1 finałowym meczu krajowego pucharu z FK Aktöbe.
| Sezon | Klub               | Kraj       | Rozgrywki     | Mecze | Gole |
| ----- | ------------------ | ---------- | ------------- | ----- | ---- |
| 2011  | Okżetpes Kokczetaw | Kazachstan | Byrynszy liga | 26    | 0    |
| 2012  | FK Aktöbe          | Kazachstan | Priemjer-Liga | 15    | 1    |
| 2013  | FK Astana          | Kazachstan | Priemjer-Liga | 17    | 2    |
| 2014  | FK Astana          | Kazachstan | Priemjer-Liga | 2     | 0    |
| 2014  | Kajrat Ałmaty      | Kazachstan | Priemjer-Liga | 6     | 0    |
| 2015  | Kajrat Ałmaty      | Kazachstan | Priemjer-Liga |       |      |

## Kariera reprezentacyjna
Kuat grał w młodzieżowych reprezentacjach Kazachstanu. W dorosłej reprezentacji Kazachstanu zadebiutował 3 września 2015 roku w przegranym 1:2 meczu eliminacji do Euro 2016 z Czechami, rozegranym w Pilźnie. Rozegrał 13 spotkań zdobywając 3 bramki.
| Mecze i gole w reprezentacji | Mecze i gole w reprezentacji | Mecze i gole w reprezentacji | Mecze i gole w reprezentacji | Mecze i gole w reprezentacji | Mecze i gole w reprezentacji | Mecze i gole w reprezentacji |
| Kazachstan                   | Kazachstan                   | Kazachstan                   | Kazachstan                   | Kazachstan                   | Kazachstan                   | Kazachstan                   |
| Lp.                          | Data                         | Miasto                       | Przeciwnik                   | Gol                          | Wynik                        | Rozgrywki                    |
| ---------------------------- | ---------------------------- | ---------------------------- | ---------------------------- | ---------------------------- | ---------------------------- | ---------------------------- |
| 1.                           | 03.09.2015                   | Pilzno                       | Czechy                       |                              | 1:2                          | el. ME 2016                  |
| 2.                           | 06.09.2015                   | Reykjavík                    | Islandia                     |                              | 0:0                          | el. ME 2016                  |
| 3.                           | 10.10.2015                   | Astana                       | Holandia                     | Gol                          | 1:2                          | el. ME 2016                  |
| 4.                           | 13.10.2015                   | Ryga                         | Łotwa                        | Gol                          | 1:0                          | el. ME 2016                  |
| 5.                           | 26.03.2016                   | Belek                        | Azerbejdżan                  |                              | 1:0                          | towarzyski                   |
| 6.                           | 29.03.2016                   | Tbilisi                      | Gruzja                       |                              | 1:1                          | towarzyski                   |
| 7.                           | 30.08.2016                   | Biszkek                      | Kirgistan                    |                              | 0:2                          | towarzyski                   |
| 8.                           | 04.09.2016                   | Astana                       | Polska                       |                              | 2:2                          | el. MŚ 2018                  |
| 9.                           | 08.10.2016                   | Podgorica                    | Czarnogóra                   |                              | 0:5                          | el. MŚ 2018                  |
| 10.                          | 11.10.2016                   | Astana                       | Rumunia                      |                              | 0:0                          | el. MŚ 2018                  |
| 11.                          | 22.03.2017                   | Larnaka                      | Cypr                         |                              | 1:3                          | towarzyski                   |
| 12.                          | 26.03.2017                   | Erywań                       | Armenia                      |                              | 0:2                          | el. MŚ 2018                  |
| 13.                          | 10.06.2017                   | Ałmaty                       | Dania                        | Gol                          | 1:3                          | el. MŚ 2018                  |
| 14.                          | 01.09.2017                   | Aktobe                       | Czarnogóra                   |                              | 0:3                          | el. MŚ 2018                  |
| 15.                          | 04.09.2017                   | Warszawa                     | Polska                       |                              | 0:3                          | el. MŚ 2018                  |
| 16.                          | 05.10.2017                   | Ploeszti                     | Rumunia                      |                              | 1:3                          | el. MŚ 2018                  |
| 17.                          | 23.03.2018                   | Budapeszt                    | Węgry                        |                              | 3:2                          | towarzyski                   |
| 18.                          | 26.03.2018                   | Felcsut                      | Bułgaria                     |                              | 1:2                          | towarzyski                   |
| 19.                          | 05.06.2018                   | Astana                       | Azerbejdżan                  |                              | 3:0                          | towarzyski                   |
| 20.                          | 06.09.2018                   | Astana                       | Gruzja                       |                              | 0:2                          | LN 2018/2019                 |
| 21.                          | 10.09.2018                   | Andora                       | Andora                       |                              | 1:1                          | LN 2018/2019                 |
| 22.                          | 13.10.2018                   | Ryga                         | Łotwa                        |                              | 1:1                          | LN 2018/2019                 |
| 23.                          | 19.11.2018                   | Tbilisi                      | Gruzja                       |                              | 1:2                          | LN 2018/2019                 |
| 24.                          | 21.03.2019                   | Astana                       | Szkocja                      |                              | 3:0                          | el. ME 2020                  |
| 25.                          | 24.03.2019                   | Astana                       | Rosja                        |                              | 0:4                          | el. ME 2020                  |
| 26.                          | 08.06.2019                   | Bruksela                     | Belgia                       |                              | 0:3                          | el. ME 2020                  |
| 27.                          | 11.06.2019                   | Astana                       | San Marino                   | Gol                          | 4:0                          | el. ME 2020                  |
| 28.                          | 06.09.2019                   | Nikozja                      | Cypr                         |                              | 1:1                          | el. ME 2020                  |
| 29.                          | 10.10.2019                   | Astana                       | Cypr                         |                              | 1:2                          | el. ME 2020                  |
| 30.                          | 16.11.2019                   | Serravalle                   | San Marino                   |                              | 3:1                          | el. ME 2020                  |
| 31.                          | 19.11.2019                   | Glasgow                      | Szkocja                      |                              | 1:3                          | el. ME 2020                  |